# تفجير مدينة دافاو 2016
تفجير مدينة دافاو (بالإنجليزية: Davao City bombing) هو تفجير وقع في سوق ليلي في مدينة دافاو بجنوب الفلبين، في 2 سبتمبر 2016، مما أسفر عن مقتل ما لا يقل عن 14 شخصًا وإصابة 70 آخرين. في 13 سبتمبر 2016، توفيت إحدى الجرحى وهي امرأة حامل، مما أدى إلى مقتل عدد يصل إلى 15 شخص.
أعلنت جماعة أبو سياف مسئوليتها عن التفجير، ولكنها نفت بعد ذلك مسؤوليتها قائلة أن حلفائها الدولة الإسلام كانوا هم المسؤولون عن الحادث، باعتباره تعاطفا مع الجماعة. في 2 أكتوبر 2016، تم القبض على ثلاثة من المشتبه بهم العشرة، ويرتبط المعتقلون بجماعة ماؤوتي التي لها علاقات مع جماعة أبو سياف.

## خلفية
في 28 أغسطس 2016 أمر الرئيس رودريغو دوتيرتي القوات المسلحة الفلبينية بالقضاء على جماعة أبو سياف، بعد أن قطعت الجماعة رأس صبي يبلغ من العمر 18 عاما في 22 أغسطس 2016 عندما فشلت عائلة الضحية في دفع فدية.
تلقى عمدة مدينة دافاو باولو دوتيرت تهديدًا بقنبلة قبل يومين من وقوع التفجير، مشيرا إلى توقعه بوقوع هجوم في مدينة جنرال سانتوس أو دافاو. اختار دوتيرت عدم الإفصاح عن المعلومات للجمهور، مشيرًا إلى أن التهديد كان بيفجير قنبلة، وأعلن أيضًا عن تهديد سابق بقنبلة لم يتم التحقق منه، وتم انتقاده بسبب ذلك.
كان عمدة مدينة دافاو سارة دوتيرت كاربيو قد أمرت في السابق بإغلاق السوق الليلي الشعبي بسبب عدد من الانتهاكات والشكاوى. إلا أنه أعيد فتحه في 13 أغسطس بعد اجتماعات مع البائعين، وشريطة أن يتبع جميع البائعين قواعد أكثر صرامة وضعتها حكومة المدينة.

## الهجوم
وقع التفجير في حوالي الساعة 22:17 بتوقيت الفلبين في سوق ليلية على طول شارع روكساس في الحي التجاري في المدينة، على بعد 100 متر من الحرم الجامعي الرئيسي لجامعة أتينيو دي دافاو. أصدر نائب عمدة مدينة دافاو باولو دوتيرت بيانا عقب الهجمات بقليل تأكيد التقرير حول عدد الضحايا، وقال أيضًا إنه من السابق لأوانه معرفة من قد يكون وراء الانفجار وأكد للجمهور أن السلطات قائمة بالتحقيق في الحادث.
في مؤتمر قيادة منطقة الشرطة الحادية عشر في دافاو الليلة التالية للحادث، أكد المدير العام للشرطة الوطنية الفلبينية رونالد ديلا روسا أن انفجار دافاو كان هجومًا ارهابيًا وأن عبوة ناسفة محلية الصنع استخدمت في التفجير.

## الجناة المشتبه بهم
أفيد أن جماعة أبو سياف المسلحة من خلال المتحدث باسمها قد أعلنت مسؤوليتها عن التفجير المزعوم، لأنها دعت المجاهدين في البلاد إلى الاتحاد ضد القوات المسلحة الفلبينية. نفت الجماعة لاحقًا التقارير قائلة إن حلفائها الدول الإسلامية هم المسؤولون عن الانفجار، قائلين إن أعمال الدولة الإسلامية ما هي إلا تعاطف مع جماعة أبو سياف، وقال المتحدث باسمها إن الهجمات لن تتوقف إلا إذا كان الرئيس دوتيرت يتبنى الشريعة الإسلامية كقانون للبلاد، وهي نفسها تسعى إلى التحول إلى الإسلام. قبل الهجوم تردد أن الجماعة الإرهابية تعهدت بالانتقام من الحكومة الفلبينية لشن هجوم كبير ضدها في سولو.
قال مدير شرطة جنوب مينداناو وكبير المراقبين مانويل جايرلان إن السلطات تبحث احتمال أن يكون البائعون الساخطون مسؤولين عن الانفجار. تجري السلطات تحقيقات في مجموعات أخرى كجناة محتملين. وأشار غايرلان إلى أنه من الممكن أن أي مجموعة يمكن أن تدعي المسؤولية عن الانفجار لتعزيز شعبيتها.
عرضت حكومة مدينة دافاو مبلغ 3 ملايين بيزو مقابل الاعتقال النهائي للجناة، وسيتم منح مليوني بيزو لأولئك الذين يمكن أن يقدموا معلومات عن مكان وجود المشتبه فيهم، في حين سيتم منح مليون بيزو أخرى لأولئك الذين يمكن القبض عليهم وتقديم المشتبه بهم إلى السلطات.

### الأفراد
أشار التحقيق الذي أجرته الشرطة الوطنية الفلبينية إلى تشابه في العبوة الناسفة التي استخدمت في التفجير بالانفجار الذي استخدمه عبد المناب مينتانج في تفجيرات يوم عيد الحب عام 2005، والتي انفجرت أيضا في السوق الليلي، وكما هو الحال في تفجيرات عام 2005 استخدمت تفجيرات 2016 عبوة ناسفة بقذيفة هاون مزودة بمفجر عن بعد، وقد تسببت هذه النتيجة في أن تشك الشرطة في أن منتانغ الذي كان طليقًا وقت الانفجار قد يكون متورطا بشكل مباشر في تفجيرات 2016.
اعتبارًا من 5 سبتمبر، كان لدى الشرطة الوطنية الفلبينية ثلاثة أشخاص مهتمين فيما يتعلق بالتفجيرات المستندة إلى شهادات من الشهود. أحد هؤلاء الأشخاص الثلاثة هو رجل متوسط العمر في الأربعينيات من عمره، وكان يتحضر إلى ترك حقيبة تحت طاولة أحد كراكز التدليك، والشخاصان الآخران محل الاهتمام هما من الإناث.
في 4 أكتوبر 2016، تم القبض على ثلاثة رجال كانوا مرتبطين بجماعة ماؤوتي من خلال الجهود المشتركة للشرطة والقوات المسلحة، وتم تقديمهم إلى وسائل الإعلام في 7 أكتوبر وهم: تيجي تاغادايا ماكابالانغ، وندل أبوستول فاكتوران، ومصلي مصطفى. قال وزير الدفاع دلفين لورينزانا أن جماعة ماؤوتي أقامت بالفعل صلات مع جماعة أبو سياف وأن هناك مؤشرات على أن الجماعة تتفق فكريًا مع داعش، وهناك سبعة مشتبه فيهم آخرين لم يتم اعتقالهم بعد.

## ردود الفعل

### الحكومية
وضعت الشرطة الوطنية الفلبينية جميع وحداتها في جميع أنحاء البلاد في حالة تأهب قصوى عقب الهجوم، بينما أنشأ مكتب شرطة مدينة دافاو خطًا ساخنًا مخصصًا لخدمة أقارب الضحايا. أعلن الرئيس رودريغو دوتيرت حالة الطوارئ بسبب العنف غير القانوني في الفلبين كما وضعت مدينة دافاو بأكملها تحت تأمين القوات المسلحة. بموجب الإعلان، تمنح القوات المسلحة الفلبينية سلطة إجراء عمليات إنفاذ القانون التي تقوم بها عادة الشرطة الوطنية الفلبينية، ولكن على عكس الأحكام العرفية لا يتم تعليق أمر المثول أمام المحكمة. في حين لم يفرض حظر تجول على الصعيد الوطني، نُصح السكان بالبقاء في منازلهم حيث أقامت الشرطة والجنود نقاط التفتيش لتفتيش المركبات والمنازل، كما ألغى دوتيرت زيارة دولة مقررة إلى بروناي كان من المقرر أن تجري في الفترة من 4 إلى 5 سبتمبر.

### الأطراف غير الحكومية
وفي 4 سبتمبر 2016 اتهم الحزب الشيوعي الفلبيني الولايات المتحدة الأمريكية بالتحريض على الهجوم بالقنابل. وفي بيان ادعى سيجفريد ريد من حزب الحزب الإقليمي الجنوبي في مينداناو أن واشنطن خططت للتفجير لعرقلة محادثات السلام بين الشيوعيين وإدارة دوتيرت. واتهمت الجماعة الشيوعية وكالة المخابرات المركزية بشكل خاص بالتعاون على انهيار محادثات السلام بينهم وبين الحكومة الفلبينية.

### الدولية
أعربت الولايات المتحدة من خلال مجلس الأمن القومي الأمريكي عن استعدادها للتنسيق مع السلطات المحلية فيما يتعلق بالتحقيق في الحادث وقدمت تعازيها لأقارب ضحايا الانفجار، وكذلك فعلت بلجيكا وماليزيا وبروناي وإسبانيا وفيتنام، وأعربوا عن تعازيهم للضحايا وأدانوا الهجوم. وبالمثل أعربت إسرائيل من خلال سفارتها في البلد عن تعازيها للضحايا وتمنت التعافي السريع للمصابين. أصدرت حكومات كندا والصين وسنغافورة وتايوان والمملكة المتحدة والولايات المتحدة تحذيرات سفر لمواطنيها، في حين أكدت أستراليا مجددا تحذيرها من السفر إلى المنطقة. اعترفت منظمة العفو الدولية بهذه المأساة وقدمت تعازيها للضحايا.